# 深川留萌自動車道
深川留萌自動車道（日语：／ Fukagawa-Rumoi jidōshadō */?），是一條連接日本北海道深川市至北海道留萌市的基於國土交通大臣指定高規格幹線道路（一般國道的自動車專用道路）（一般國道233號）。簡稱深川留萌道（日语：／ Fukagawa Rumoidō */?）。
高速公路編號為「E62」。

## 交流道
- 全線位於北海道內。
- 交流道（IC）編號欄的背景色為■顯示該部分道路已經啟用，設施名稱欄的背景色為■顯示該部分設施尚未啟用，未通車路段名稱皆為臨時名稱。
- （數字）為其他路線的編號。<數字>為預定編號。
- IC為交流道的簡寫，JCT為系統交流道的簡寫，PA為停車區（日语：パーキングエリア）的簡寫，TB為公路收費站的簡寫。
- 深川西IC－沼田IC間：一般國道233號（日语：国道233号）深川沼田道路
- 沼田IC－留萌幌糠IC間：一般國道233號沼田幌糠道路
- 留萌幌糠IC－留萌IC間：一般國道233號幌糠留萌道路

| 交流道 編號 | 中文設施名稱 | 日文設施名稱 | 英文設施名稱 | 接續路線名稱           | 起點起計 （公里） | 備註                        | 所在地         | 所在地 | 所在地   |
| ----------- | ------------ | ------------ | ------------ | ---------------------- | ----------------- | --------------------------- | -------------- | ------ | -------- |
| 42          | 深川JCT      |              |              | E5 道央自動車道        | 0.0               |                             | 空知綜合振興局 | 深川市 | 深川市   |
| -           | 深川西TB     |              |              | -                      | 0.4               | 公路收費站                  | 空知綜合振興局 | 深川市 | 深川市   |
| 1           | 深川西IC     |              |              | 北海道道47號深川雨龍線 | 4.4               | 此起至留萌IC為止為免費路段  | 空知綜合振興局 | 深川市 | 深川市   |
| 2           | 秩父別IC     |              |              | 國道233號（現道）      | 11.6              |                             | 空知綜合振興局 | 雨龍郡 | 秩父別町 |
| -           | 秩父別PA     |              |              | -                      | 13.3              |                             | 空知綜合振興局 | 雨龍郡 | 秩父別町 |
| 3           | 沼田IC       |              |              | 國道275號              | 20.0              |                             | 空知綜合振興局 | 雨龍郡 | 沼田町   |
| 4           | 北龍向日葵IC |              |              | 國道233號（現道）      | 27.0              |                             | 空知綜合振興局 | 雨龍郡 | 北龍町   |
| 5           | 留萌幌糠IC   |              |              | 國道233號（現道）      | 36.0              |                             | 留萌振興局     | 留萌市 | 留萌市   |
| 6           | 留萌大和田IC |              |              | 國道233號（現道）      | 44.9              | 只限深川JCT方向出入口的半IC | 留萌振興局     | 留萌市 | 留萌市   |
| 7           | 留萌IC       |              |              | 國道232號、國道239號   | 49.0              |                             | 留萌振興局     | 留萌市 | 留萌市   |

- 收費路段（東日本高速道路株式會社北海道支社（日语：東日本高速道路北海道支社）管轄）
  - 深川JCT－深川西IC間
- 免費路段（國土交通省北海道開發局（日语：北海道開発局）管轄）
  - 深川西IC－留萌IC間
- 秩父別PA只設置廁所。